# Прапор Голоб
Прапор Голоб — це офіційний символ смт Голоби, Ковельського району Волинської області. Затверджений 12 лютого 2007р. рішенням №2/5 сесії селищної ради.
Квадратне полотнище складається з двох горизонтальних смуг червоного і зеленого кольорів (2:1). На червоній смузі біла фігура св. Георгія Змієборця, що вражає списом змія. У лівому верхньому кутку білий розширений хрест. У центрі зеленої смуги жовта підкова вушками донизу.